# マグエット・ンディアイ
- マグエッテ・エンディアイェ
- マゲッテ・ンジャイ

マグエット・ンディアイ（仏: Maguette N'Diaye、1986年9月1日 - ）は、セネガル出身のサッカー審判員。セネガル・プレミアリーグ の審判員を務めると共に、2011年から国際サッカー連盟 (FIFA) 登録の国際審判員としても活動している。

## 経歴

### 代表戦
- アフリカネイションズチャンピオンシップ2018（モロッコ開催）[2]
- 2019 FIFA U-20ワールドカップ（ポーランド開催）[3]

### クラブトーナメント
- CAFチャンピオンズリーグ
- CAFコンフェデレーションカップ